# Háttérintézmény
A háttérintézmény (más néven minisztériumi háttérintézmény) olyan, közfeladatot ellátó szervezetek gyűjtőfogalma, amelyek valamelyik minisztérium vagy más országos főhatóság munkáját segítik, tevékenységük azoknak mintegy hátteréül szolgál.
Jogi kategóriaként nem jelenik meg ugyan a „háttérintézmény” fogalma, a kifejezés nem jelöl meghatározható jogi státuszt. A magyar államháztartási törvény jellemzően ilyen megnevezéssel illetett szervek által végzett feladatot nevesíti, s annak ellátására a költségvetési szervi formát írja elő azzal, hogy tiltja ezeknek a közfeladatoknak  gazdálkodó szervezetben való ellátását.
A háttérintézmény nem jogi fogalom,  hanem ott jut szerephez, amikor arról van szó, hogy  konkrét közfeladat ellátása az adott intézmény, a vagy a minisztérium szervezeti keretein belül történjen.
Magyarországon a közigazgatási bürokráciacsökkentés keretében 2017. január 1-jétől 60 háttérintézmény szűnt meg.
2017. április elsejével további négy minisztériumi háttérintézmény, az Országos Tisztifőorvosi Hivatal, a Nemzeti Egészségfejlesztési Intézet, az Országos Közegészségügyi Központ, valamint  az Országos Epidemiológiai Központ szűnik meg - közölte a Miniszterelnökség a Magyar Hírlappal. Ezek az intézmények jogutódlással szűnnek meg; feladataik járási hivatalokhoz vagy kormányhivatalokhoz kerülnek.